# هارون برانت
هارون برانت (بالإنجليزية: Aaron Brant)‏ هو لاعب كرة قدم أمريكية أمريكي، ولد في 16 سبتمبر 1984 في دوبوك في الولايات المتحدة.